# Onthophagus flavimargo
Onthophagus flavimargo là một loài bọ cánh cứng trong họ Bọ hung (Scarabaeidae).